# Moutourwa
Moutourwa (ou Montouroua, Moutourowa) est une commune du Cameroun, située dans le Mayo-Kani et la région de l'Extrême-Nord, à proximité de la frontière avec le Tchad.
Moutourwa est aussi appelé « village protégé par les six montagnes ». Il est dirigé par une chefferie traditionnelle de 1er degré à la tête de la laquelle trône Sa Majesté Hamadou Aminou Gadjere Bouba intronisé le 02 juillet 2022 et qui succède ainsi au feu lamido Bassoro Divaoui décédé en le 24 décembre 2020. Cette chefferie traditionnelle de 1er degré contient plus de 36 lawanats à la tête desquels se trouvent des chefs de 3e degré.

## Population
Lors du recensement de 2005, la commune comptait 40 197 habitants, dont 4 570 pour Moutourwa Ville.
L'arrondissement de Moutourwa est peuplé majoritairement par les Guiziga, seules populations autochtones. On y retrouve aussi des Guidar, des Toupouri, des Moudang.

## Structure administrative de la commune
Outre Moutourwa proprement dit, la commune comprend les localités suivantes :
- Badjava
- Barawa Chef
- Barawa Laddé
- Boulondjou
- Broui
- Damay
- Débazao
- Djiguimi
- Doumdéré
- Dourdoum
- Guilpi
- Djabba Kouli
- Ganaha
- Gaviang
- Gazat
- Golom
- Gourmeuï
- Kalaf
- Kongola
- Laf
- Lalang
- Ligazang Plim
- Magada
- Makassa
- Malbao
- Mambaya
- Mayel Ngaïma
- Mayel Guinadji
- Mizao Golom
- Missila
- Mizao Bling
- Mobono
- Mogong
- Molombor
- Mordok
- Morongo
- Mouda
- Moudawa
- Mougoudou
- Moulva
- Moussourfouk
- Noubou
- Plim
- Ouro Dada
- Ouro Likoua
- Ouro Loppe
- Ouro Mbororo
- Sarmouwa Zougui
- Sitapas
- Tahay
- Tchofi
- Toulvoui
- Titing
- Wouro Bokki
- Zapili
- Zibou
- Zalavad
- Zamaga

## Infrastructures
Moutourwa est un arrondissement qui dispose de sept établissements d'enseignement secondaire parmi lesquels quatre lycées d'enseignement général (lycée de Moutourwa, lycée de Titing, lycée de Mouda et lycée de Noubou), un collège d'enseignement secondaire (CES de Damai) et deux collèges d'enseignement technique (CETIC de Moutourwa et CETIC de Mougoudou) qui accueillent les élèves ayant terminé le cycle primaire. Tous les villages de l'arrondissement de Moutourwa ont chacun au moins une école publique pour la formation de base de ses tout petits enfants du primaire. À côté de ces établissements se trouve l'école privée catholique de Moutourwa et le centre privé d'éducation de la fondation Bethlehem de Mouda et un établissement d'enseignement technique de premier cycle (CETIC).

## Sport
Moutourwa est la ville de départ du Tour du Cameroun cycliste en 2011.